# La Couronne
La Couronne és un municipi al departament del Charente (regió de la Nova Aquitània, França). L'any 2007 tenia 7.037 habitants.

## Demografia

### Població
El 2007 la població de fet de La Couronne era de 7.037 persones. Hi havia 3.152 famílies de les quals 1.244 eren unipersonals (532 homes vivint sols i 712 dones vivint soles), 868 parelles sense fills, 752 parelles amb fills i 288 famílies monoparentals amb fills.
La població ha evolucionat segons el següent gràfic:

### Habitatges
El 2007 hi havia 3.474 habitatges, 3.249 eren l'habitatge principal de la família, 28 eren segones residències i 197 estaven desocupats. 2.259 eren cases i 1.186 eren apartaments. Dels 3.249 habitatges principals, 1.632 estaven ocupats pels seus propietaris, 1.557 estaven llogats i ocupats pels llogaters i 60 estaven cedits a títol gratuït; 242 tenien una cambra, 483 en tenien dues, 576 en tenien tres, 956 en tenien quatre i 992 en tenien cinc o més. 2.339 habitatges disposaven pel capbaix d'una plaça de pàrquing. A 1.688 habitatges hi havia un automòbil i a 1.109 n'hi havia dos o més.

### Piràmide de població
La piràmide de població per edats i sexe el 2009 era:
| Homes | Edats   | Dones |
| ----- | ------- | ----- |
| 4     | 95 o +  | 0     |
| 8     | 90 a 94 | 24    |
| 8     | 85 a 89 | 88    |
| 28    | 80 a 84 | 84    |
| 100   | 75 a 79 | 132   |
| 140   | 70 a 74 | 140   |
| 148   | 65 a 69 | 224   |
| 144   | 60 a 64 | 160   |
| 152   | 55 a 59 | 120   |
| 232   | 50 a 54 | 260   |
| 256   | 45 a 49 | 284   |
| 248   | 40 a 44 | 260   |
| 272   | 35 a 39 | 232   |
| 212   | 30 a 34 | 284   |
| 300   | 25 a 29 | 212   |
| 288   | 20 a 24 | 256   |
| 204   | 15 a 19 | 216   |
| 204   | 10 a 14 | 188   |
| 232   | 5 a 9   | 208   |
| 116   | 0 a 4   | 156   |

## Economia
El 2007 la població en edat de treballar era de 4.822 persones, 3.286 eren actives i 1.536 eren inactives. De les 3.286 persones actives 2.897 estaven ocupades (1.542 homes i 1.355 dones) i 389 estaven aturades (168 homes i 221 dones). De les 1.536 persones inactives 442 estaven jubilades, 663 estaven estudiant i 431 estaven classificades com a «altres inactius».

### Ingressos
El 2009 a La Couronne hi havia 2.961 unitats fiscals que integraven 6.555,5 persones, la mediana anual d'ingressos fiscals per persona era de 17.216 €.

### Activitats econòmiques
Dels 441 establiments que hi havia el 2007, 6 eren d'empreses extractives, 5 d'empreses alimentàries, 3 d'empreses de fabricació de material elèctric, 29 d'empreses de fabricació d'altres productes industrials, 45 d'empreses de construcció, 177 d'empreses de comerç i reparació d'automòbils, 12 d'empreses de transport, 13 d'empreses d'hostatgeria i restauració, 4 d'empreses d'informació i comunicació, 19 d'empreses financeres, 11 d'empreses immobiliàries, 43 d'empreses de serveis, 45 d'entitats de l'administració pública i 29 d'empreses classificades com a «altres activitats de serveis».
Dels 96 establiments de servei als particulars que hi havia el 2009, 1 era una oficina d'administració d'Hisenda pública, 1 oficina del servei públic d'ocupació, 2 oficines de correu, 5 oficines bancàries, 1 funerària, 10 tallers de reparació d'automòbils i de material agrícola, 1 taller d'inspecció tècnica de vehicles, 2 autoescoles, 9 paletes, 12 guixaires pintors, 8 fusteries, 2 lampisteries, 6 electricistes, 5 empreses de construcció, 13 perruqueries, 3 veterinaris, 9 restaurants, 1 agència immobiliària, 2 tintoreries i 3 salons de bellesa.
Dels 59 establiments comercials que hi havia el 2009, 1 era un hipermercat, 1 un supermercat, 1 una botiga de menys de 120 m², 5 fleques, 1 una carnisseria, 2 llibreries, 17 botigues de roba, 1 una botiga d'equipament de la llar, 4 sabateries, 2 botigues d'electrodomèstics, 3 botigues de mobles, 3 botigues de material esportiu, 4 botigues de material de revestiment de parets i terra, 3 drogueries, 3 perfumeries, 4 joieries i 4 floristeries.
L'any 2000 a La Couronne hi havia 17 explotacions agrícoles que ocupaven un total de 792 hectàrees.

## Equipaments sanitaris i escolars
El 2009 hi havia 2 psiquiàtrics, 3 farmàcies i 2 ambulàncies. El 2009 hi havia 2 escoles maternals i 3 escoles elementals. La Couronne disposava d'un col·legi d'educació secundària amb 641 alumnes. La Couronne disposava de 2 centres de formació no universitària superior, des quals1 era de formació sanitària i 1 d'altra formació. Disposava de 4 centres universitaris, dels quals 3 eren unitats de formació universitària i recerca i 1 una escola d'enginyers.

## Poblacions properes
El següent diagrama mostra les poblacions més properes.

## Agermanaments
- Itzehoe estat de Slesvig-Holstein (Alemanya)